# Anum-muttabil
Anum-muttabil war von 1932 bis 1928 v. Chr. ein Statthalter von Der, einem Teilreich Elams. Er war damit grob Zeitgenosse von Bilalama von Ešnunna. In einer von ihm überlieferten Inschrift behauptet er, die Herrscher von Anšan, Elam und Simaški erschlagen und Waraḫši erobert zu haben.